# Demeter Krupka
Demeter Krupka (* 21. ledna 1942 Levoča) je český matematik a vysokoškolský pedagog, v letech 1998 až 2001 rektor Slezské univerzity v Opavě.
Po svém zvolení rektorem a nabytí funkce v roce 1998 se zasadil o vznik Matematického ústavu jako samotné součásti Slezské univerzity.
Během své kariéry působil i na dalších univerzitách, například na Přírodovědecké fakultě Masarykovy univerzity nebo na Přírodovědecké fakultě Univerzity Hradec Králové. V roce 2023 přednášel na Fakultě matematiky, fyziky a informatiky Univerzity Komenského v Bratislavě. Je autorem řady publikací z oboru, zejména se zabýval tématy variační analýzy, matematické fyziky a diferenciální geometrie.